# Gone (film)
Gone är en amerikansk thrillerfilm från 2012 med Amanda Seyfried i huvudrollen. Filmen är regisserad av Heitor Dhalia och har manus av Allison Burnett.

## Synopsis
Jill Conway (Seyfried) är servitris och bor med sin syster Molly. Två år tidigare blev Jill bortförd av en seriemördare. Nu har Molly försvunnit och Jill tror att mördaren har kommit tillbaka och har fört bort Molly. Jill kontaktar polisen, som ställer sig kallsinnig eftersom man tror att hon inbillar sig på grund av tidigare psykiska problem. Hon tar saken i egna händer för att finna Molly. En omfattande jakt sätter igång, både från Jills och från polisens sida.